# Зейлстра, Елле
Елле Зейлстра (нидерл. Jelle Zijlstra; 27 августа 1918 — 23 декабря 2001) — нидерландский государственный деятель, премьер-министр Нидерландов в 1966—1967 годах, президент центрального банка Нидерландов в 1967—1982 годах.

## Биография
После получения среднего образования учился в Нидерландской школе экономики (позднее преобразованной в Университет Эразма Роттердамского). Его обучение дважды прерывалось: сначала в 1939—1940 годах из-за призыва на военную службу, затем в 1942 году из-за отказа подписать присягу лояльности, которую требовали от студентов нацистские оккупационные власти. В октябре 1945 года получил степень магистра экономики и стал научным сотрудником Нидерландской школы экономики. В 1948 году получил докторскую степень и стал профессором экономики в Амстердамском свободном университете.
Женился в 1946 году, в браке родились 3 дочери и 2 сына.
Вступил в Антиреволюционную партию, был её лидером в 1956 и 1958—1959 годах. Избирался в палату представителей и сенат парламента.
В 1952—1959 годах министр экономики. В 1958—1963 годах министр финансов.
В 1963–1966 профессор общественных финансов в Амстердамском свободном университете и член сената.
В 1966—1967 премьер-министр и по совместительству министр финансов.
В 1967—1982 годах президент центрального банка Нидерландов. Одновременно в июле 1967 — декабре 1981 года был президентом и председателем совета директоров Банка международных расчётов.
Крёстный отец короля Виллема-Александра. Член Королевской академии наук и искусств Нидерландов (1973). После отставки в 1983 удостоен почётного звания государственный министр. Состоял в советах директоров ряда общественных и частных компаний.

## Сочинения
- Gematigd Monetarisme; 14 jaarverslagen van de Nederlandsche Bank n.v. 1967-1980, Stenfert Kroese, Leiden, 1985
- Per slot van rekening, memoires, Uitgeverij Contact, Amsterdam, 1993